# Т-42
Т-42 (в деяких джерелах — ТГ-V) — радянський проєкт надважкого танка міжвоєнного періоду. Розроблявся в 1930 — 1933 роках конструкторським бюро заводу «Більшовик» ОКБ-5 під керівництвом німецького інженера-конструктора Едварда Гротте. Розробки не вийшли зі стадії креслень та споруди масштабних моделей, хоча в процесі робіт над танком було отримано ряд цікавих інженерних результатів.

## Історія створення
Наприкінці 1920-х — початку 1930-х років військово-політична обстановка вимагала від Радянського Союзу екстрених заходів для технічного переозброєння армії та виконання прийнятої Раднаркомом 1929 року програми оснащення збройних сил бронетехнікою. Власне, з усіх танків, що перебували на той момент у розпорядженні РСЧА, відносно сучасними були лише легкі танки супроводу піхоти Т-18 (МС-1), а парк середніх та важких машин був представлений головним чином британськими танками часів Першої світової війни, трофеями, захопленими в Громадянську війну. Роботи що почалися в СРСР із створення власних середніх та важких танків швидко зіткнулися з відсутністю в країні необхідної наукової бази і досвіду танкобудування, яке сильно гальмувало проєктування нових танків і не дозволяло створити проєкт повноцінної бойової машини. Після низки невдалих спроб розробки повністю вітчизняного проєкту танка (такого, як Т-30) було вирішено залучити фахівців з-за кордону, в першу чергу — з Німеччини.
У березні 1930 р. в СРСР прибула запрошена з Німеччини група фахівців на чолі з інженером Едвардом Гротте. Групі доручили розробку проєктів перспективних танків для озброєння РСЧА. Першою роботою Гротте став «потужний середній танк» ТГ, який мав безліч перспективних рішень і в цілому випереджав рівень світового танкобудування того часу. Танк справив дуже приємне враження на керівництво РСЧА, але висока складність його конструкції визначила його долю — танк залишився чисто експериментальної розробкою.
Однак Гротте ця обставина нітрохи не збентежила, і його КБ приступило до проєктування важкого танка. Будучи талановитим інженером, Гротте мав значні напрацювання в проєктуванні «сталевих колосів», до того ж на початку 1930-х років Радянський Союз був власне єдиною країною, яка була в змозі фінансувати проєктування та споруду подібних машин. До березня 1932 р. німецький інженер представив військовим проєкт багатобаштового важкого танка прориву масою 75 тонн, умовно названого ТГ-VI. Ця розробка особливої підтримки УММ РСЧА не отримала, внаслідок чого Гротте капітально переробив її в проєкт нової машини, що отримала індекс Т-42 (або ТГ-V). У порівнянні з попередником танк переконливо поважчав та важив вже 100 тонн. Влітку 1932 новий проєкт був розглянутий військовими і, як і попередник, особливого успіху не отримав.
До того моменту в сфері важких танків у УММ РСЧА вже був вибір у вигляді важкого танка Т-35, у порівнянні з яким машина Гротте істотно програвала. По-перше, готового двигуна для танка не було, і проблему силового агрегату ще належало вирішити. Швидкісні та маневрові якості колоса піддавалися сумніву, а його ціна, між тим, зашкалювала за розумні межі. У результаті комісія УММ РСЧА ухвалила рішення, що Т-42 не повністю відповідає пред'явленим технічним завданням та постановила закрити роботи над цим проєктом, зосередивши зусилля на Т-35.

## Опис конструкції
За компонувальною схемою Т-42 був у принципі аналогічний Т-35 (прототип якого, Т-35-1, в той момент будувався на ХПЗ) та являв собою важкий танк класичної компоновки, п'ятибаштовий, з двоярусним розташуванням гарматно-кулеметного озброєння та протиснарядним бронюванням.
У передній частині корпусу розміщувалося відділення управління. Для забезпечення прийнятного огляду з місця механіка-водія його рубка була розміщена по осі танка, сильно висунута вперед та обладнана броньованою надбудовою. За відділенням управління розташовувалося бойове відділення. Різноманітне озброєння розміщувалося в п'яти баштах, розташованих в два яруси (компоновка, «успадкована» проєктом від свого попередника, ТГ-IV). Перший ярус утворювали чотири башти, розміщені навколо підбаштової коробки головної башти. Спереду від неї встановлювалися дві гарматні башти типу башт танка БТ-2, озброєні 45-мм танковими гарматами 20К і спареними з ними 7,62-мм кулеметів ДТ, ззаду — дві кулеметні башти, оснащені спареними кулеметами ДТ з можливістю ведення вогню по повітряних цілях. Другий ярус утворювала розташована по поздовжній осі танка головна башта, озброєна адаптованою для установки в танк 107-мм гарматою зразка 1910/30 років. Треба сказати, що детальна розробка озброєння танка не була завданням цього проєкту, і в документації була опрацьована лише компонувальна схема розміщення озброєння. На даху головної башти була невелика командирська башточка.
Був також варіант з розміщенням озброєння в трьох баштах, з яких носова озброювалася 76,2-мм гарматою (кут горизонтальної наводки 202 °), кормова — 45-мм (кут ГН 278 °) і головна — 107-мм (кут ГН 270 °).
Моторно-трансмісійне відділення розміщувалося в кормовій частині корпусу. З силовим агрегатом танка виникли певні складнощі, оскільки потужності що були у розпорядженні двигунів не вистачило б навіть на те, щоб зрушити 100-тонну машину з місця. Щоб забезпечити танку встановлену технічним завданням УММ РСЧА швидкість, Т-42 було потрібно оснастити двигуном потужністю близько 2000 к.с. Оскільки 1932 року настільки потужного двигуна фізично не існувало, передбачалася спарена установка двох дизельних двигунів потужністю 1000 к.с., що використовувалися на тепловозах Щел1.
Ходова частина танка стосовно одного борту складалася з 17 здвоєних опорних котків малого діаметра, переднього напрямного лінивця та ведучого колеса заднього розташування. 1-й і 17-й опорні котки мали індивідуальну підвіску, три середніх котки поєднали в загальний візок, а інші блокувалися попарно в 6 візків. Для полегшення управління танком, як і у випадку з ТГ, Гротте вирішив застосувати електротрансмісії та сервоприводи управління, що, хоча і поліпшило ергономічність машини, додатково ускладнило та здорожувало його конструкцію.
Передбачалося, що танк буде нести диференційоване бронювання з максимальною товщиною лобових деталей корпусу і башт 70 мм.

## Оцінка проєкту
Як і більшість надважких танків, що розроблялися в 1920 — 1930-х роках різними країнами світу, Т-42 не мав майже ніякої практичної корисності. Величезні розміри і маса робили танк чудовою мішенню, незважаючи на протиснарядне бронювання. Динамічні характеристики танка також викликали сумніви. Крім того, існувала важковирішувана проблема доставки танків таких розмірів і маси до лінії фронту і їх бойова експлуатація (Наприклад, про подолання такою машиною річок по мостах можна було й не думати). Нарешті, перші ж орієнтовні розрахунки вартості танка принесли страхітливі результати. Враховуючи все сказане вище, навіть об'єктивно дуже потужне озброєння Т-42 не грало вирішальної ролі. Таким чином, танк не мав переваг перед Т-35, який і був у підсумку обраний військовими для прийняття на озброєння.
Однак, варто відзначити ряд прогресивних рішень, застосованих Гротте при розробці танка. До таких належать, наприклад, наявність командирської башточки та можливість протиповітряної оборони танка, а також широке використання електро- і сервоприводів.